# 陈云开
陈云开（1912年—1990年10月12日），中国人民解放军开国少将。江西省泰和县万合南坑村人。
1930年参加中国工农红军，同年曾加入中国共产党。曾任中国人民志愿军16军政委。1955年，授予中国人民解放军少将，获二级八一勋章、二级独立自由勋章、一级解放勋章。1988年被授予二级红星功勋章。